# Douzillac
Douzillac (okzitanisch Dosilhac) ist ein französischer Ort und eine Gemeinde (commune) mit 846 Einwohnern (Stand: 1. Januar 2022) im Département Dordogne in der Region Nouvelle-Aquitaine. Die Gemeinde besteht aus dem Hauptort sowie einigen Weilern (hameaux) und Einzelgehöften (fermes).

## Lage und Klima
Der Ort Douzillac in der Kulturlandschaft des Périgord in einer Höhe von ca. 135 m; der zur Gemeinde gehörende Weiler Mauriac liegt unmittelbar am Fluss Isle. Die Stadt Périgueux ist gut 31 km (Fahrtstrecke) in nordöstlicher Richtung entfernt; die Stadt Bergerac befindet sich gut 32 km südlich. Das Klima ist gemäßigt; Niederschläge, meist in Form von Regen (ca. 835 mm/Jahr) fallen übers Jahr verteilt.

## Bevölkerungsentwicklung
| Jahr      | 1800 | 1851 | 1901 | 1954 | 1999 | 2018 |
| Einwohner | 1208 | 1175 | 938  | 737  | 710  | 796  |

Der kontinuierliche Bevölkerungsrückgang im 20. Jahrhundert ist im Wesentlichen auf die Mechanisierung der Landwirtschaft und die Aufgabe von bäuerlichen Kleinbetrieben zurückzuführen. Seit den 1990er Jahren ist wieder ein leichtes Bevölkerungswachstum zu verzeichnen.

## Wirtschaft
Die Bewohner der Gemeinde lebten jahrhundertelang als Selbstversorger von der Land- und Forstwirtschaft (Getreideanbau, Holzkohle) und vom Weinbau; Obst und Gemüse wurden in den hauseigenen Gärten angebaut. Im Ort selbst haben sich Kleinhändler und Handwerker niedergelassen. Seit den 1960er Jahren werden einige leerstehende Häuser als Ferienwohnungen (gîtes) vermietet.

## Geschichte
Die Kirche des Ortes (aufgrund ihrer Größe wahrscheinlich ursprünglich eine Prioratskirche) entstand im 12. Jahrhundert. Im Hundertjährigen Krieg (1337–1453) wurden sie und der Ort in Mitleidenschaft gezogen; beide wurden jedoch wieder aufgebaut.

## Sehenswürdigkeiten
Douzillac
- Die Église Saint-Vincent stammt – wie die Westfassade zeigt – aus dem 12. Jahrhundert. In späterer Zeit wurde der Kirchenbau wiederholt ausgebessert und vergrößert. Das Innere wird  dominiert von einem spätgotischen Rippengewölbe aus dem 16. Jahrhundert; bemerkenswert sind einige Bleiglasfenster aus dem 19. Jahrhundert.
- Das alte Pfarrhaus (presbytère) ist das größte in weitem Umkreis; es verfügt über eine breite Loggienterrasse.
- Ein öffentlicher Brunnen (fontaine) ist in eine Hauswand eingelassen.

Mauriac
- Auf dem Weg zum Weiler Mauriac liegt das im 18. und 19. Jahrhundert erbaute und in Privatbesitz befindliche Château des Chauveaux.
- Das im 15. Jahrhundert auf älteren Grundmauern erbaute Château de Mauriac liegt versteckt in einem Wäldchen und befindet sich in Privatbesitz. Während der Französischen Revolution wurden Teile zerstört, doch blieb das Gesamtbild weitgehend erhalten. Das aus mehreren Gebäuden und einem Park bestehende Ensemble ist seit dem Jahr 2016 als Monument historique eingestuft.[3]

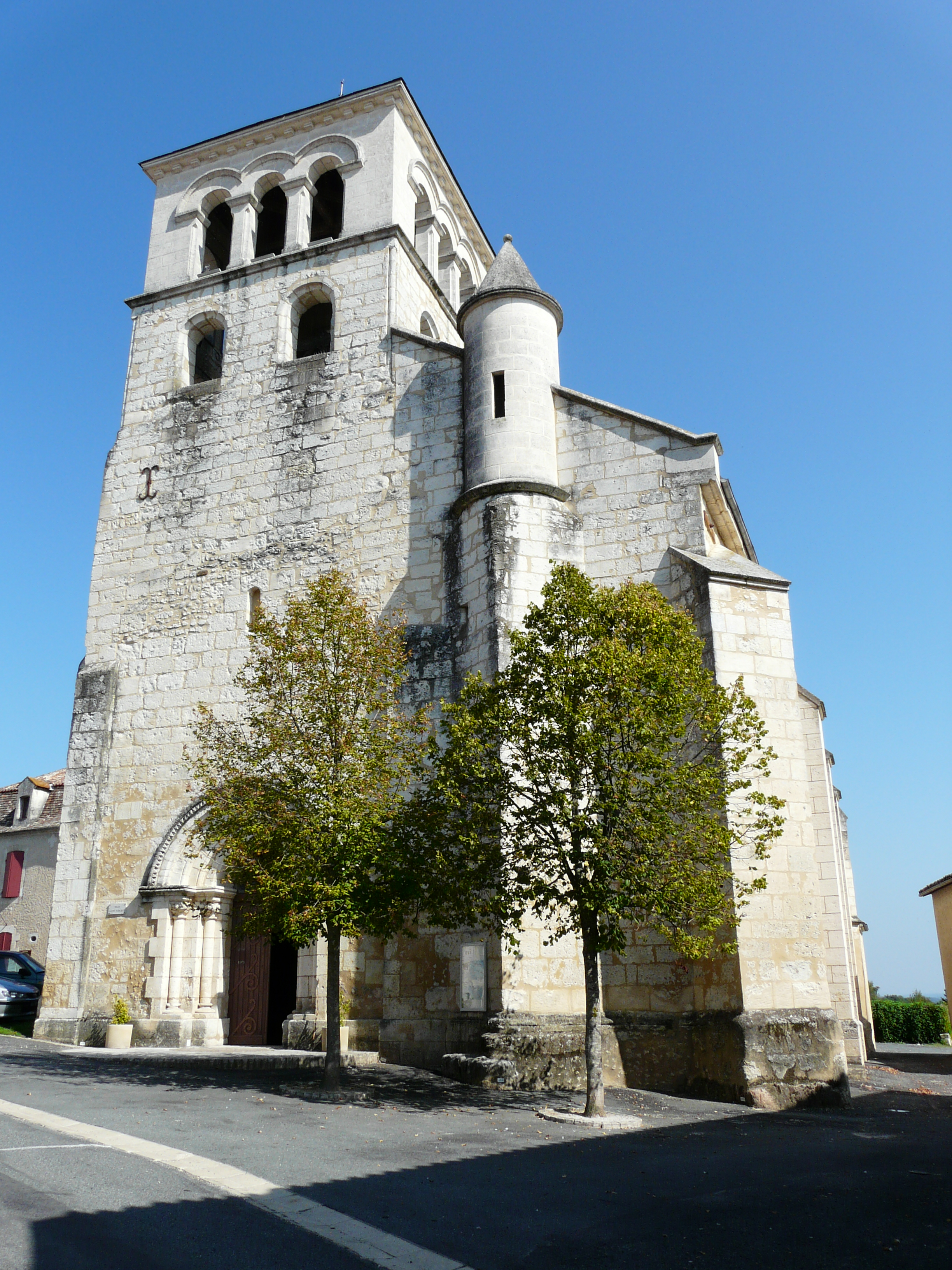
Église Saint-Vincent
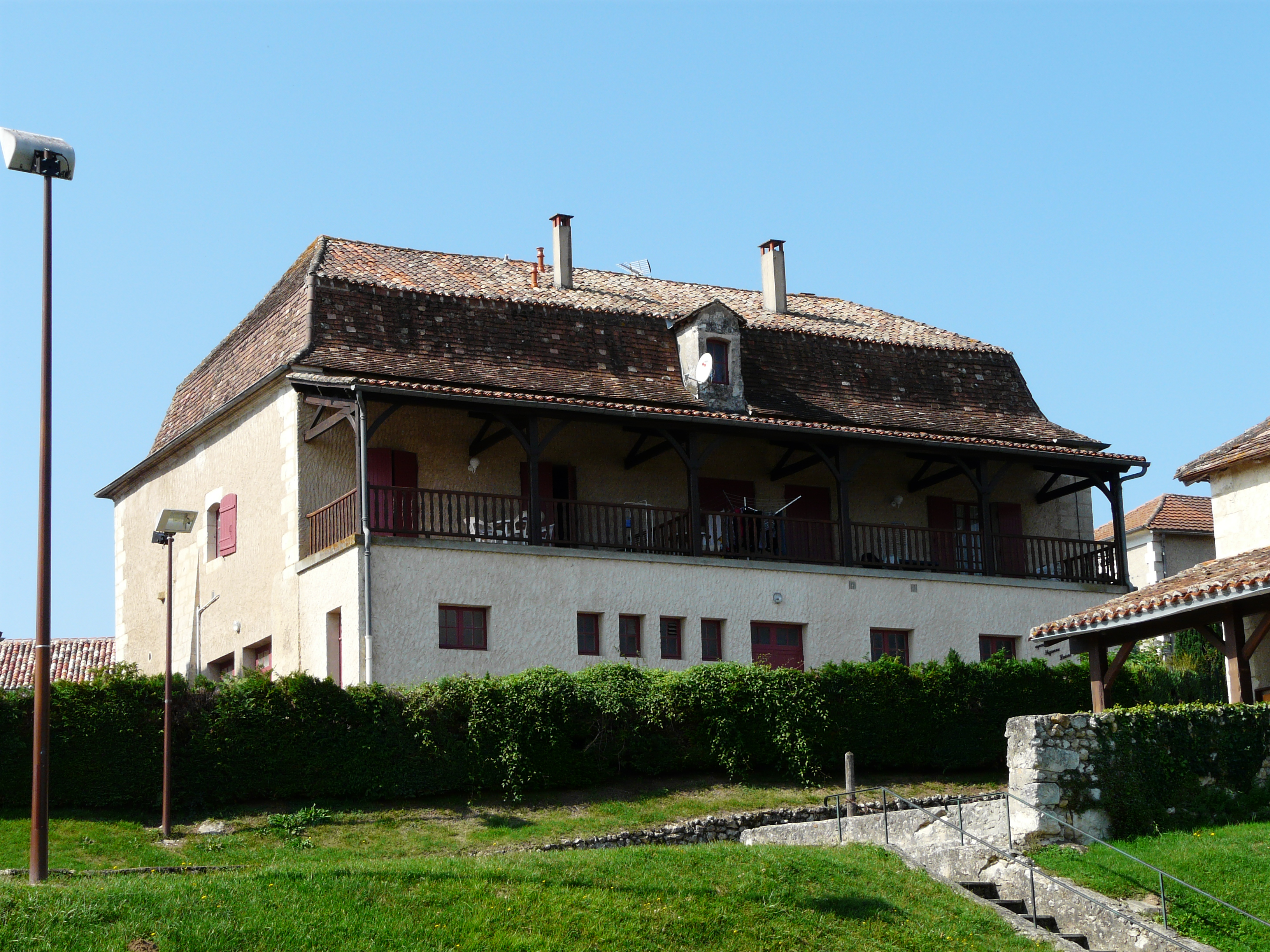
Pfarrhaus (presbytère)
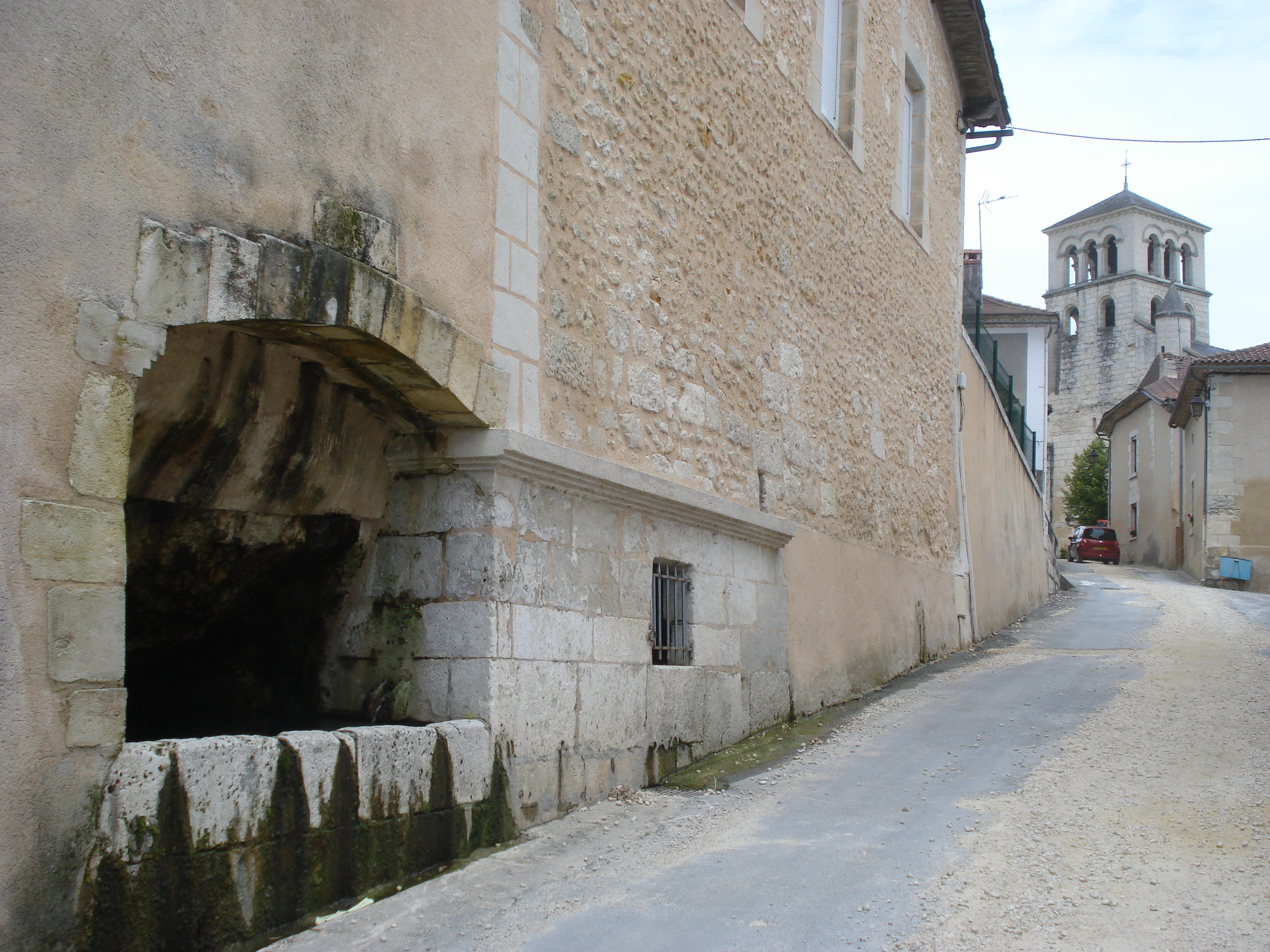
Brunnen (fontaine)
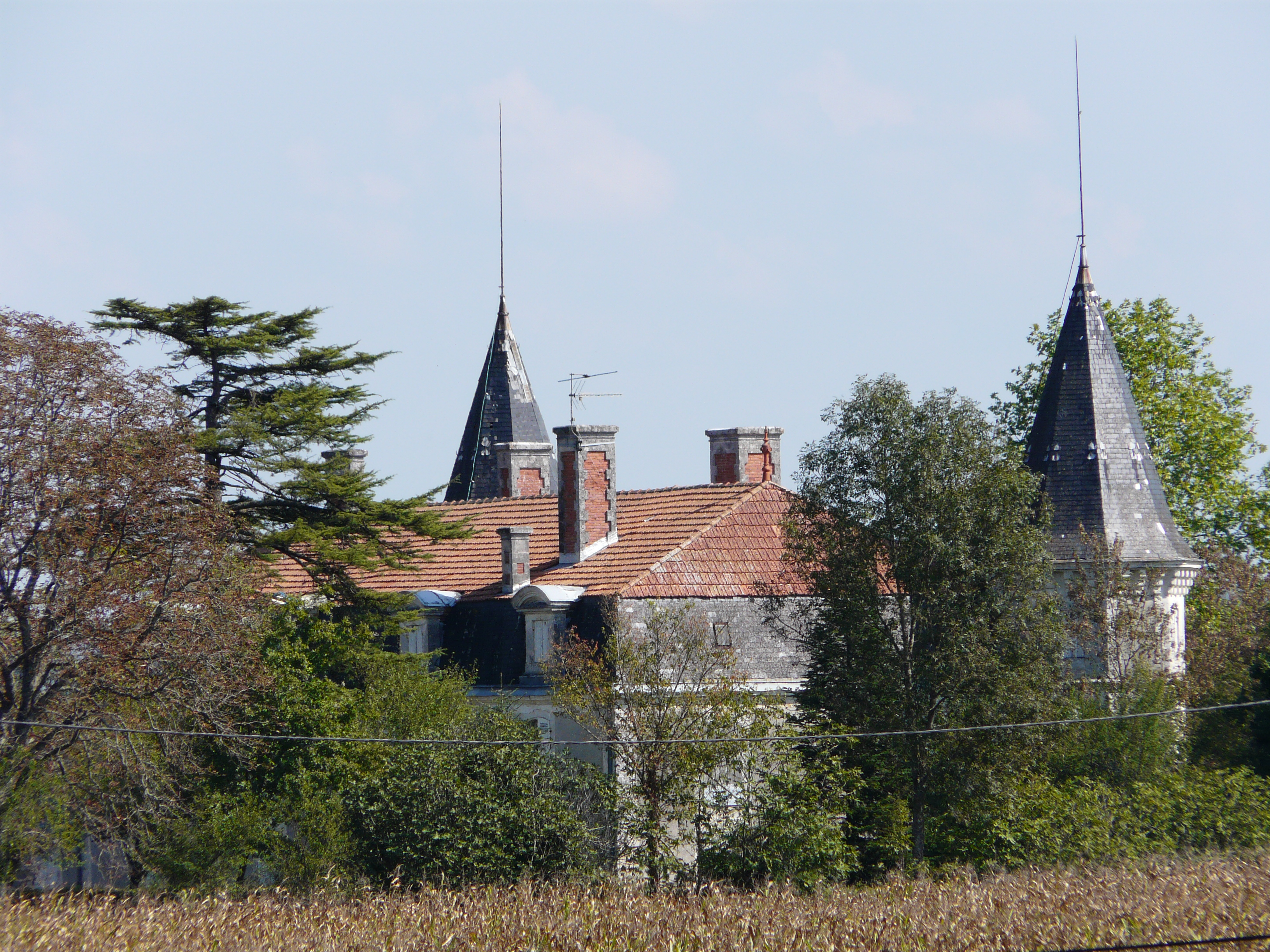
Château des Chauveaux
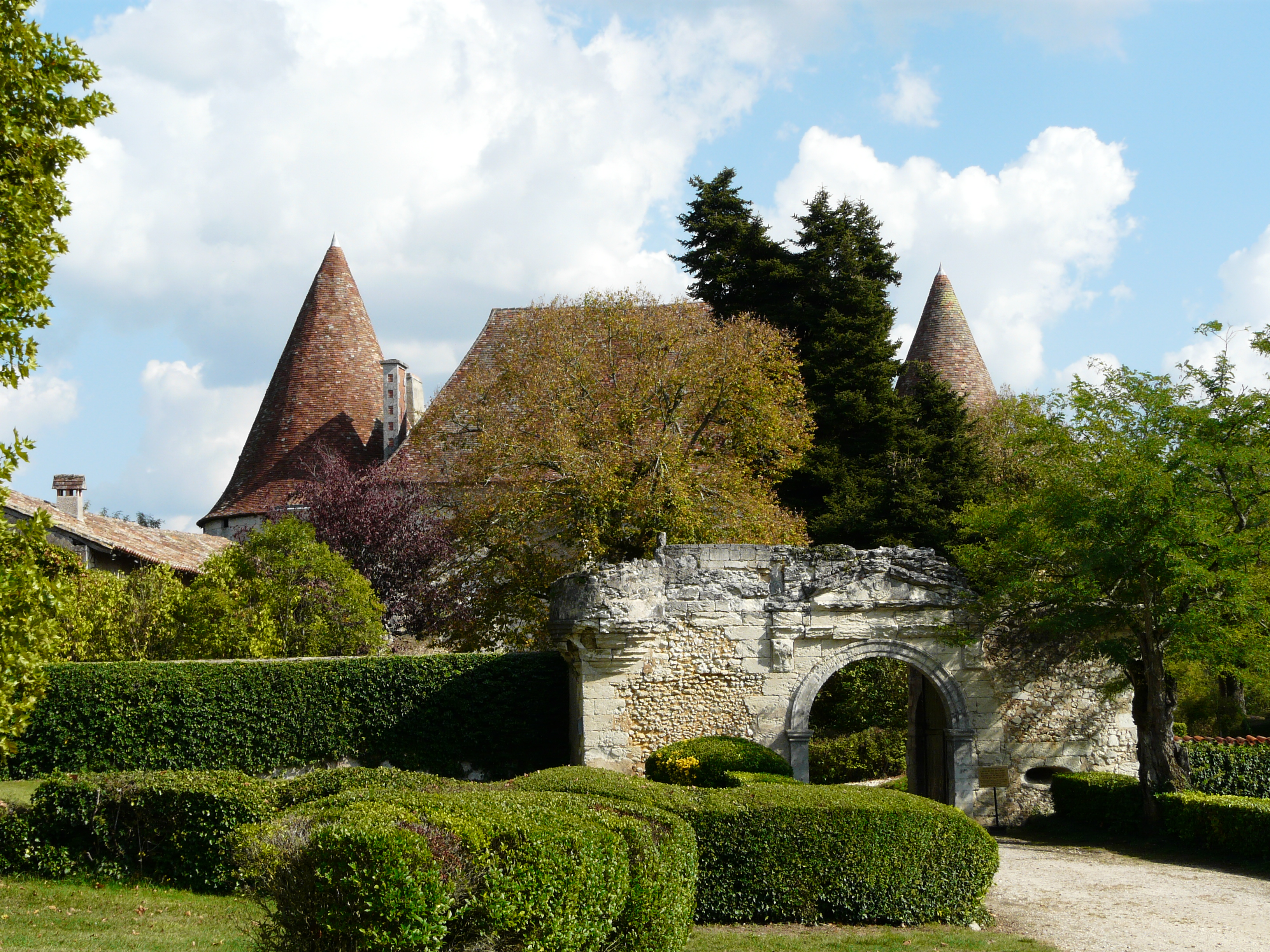
Château de Mauriac